# قصب السكر البنغالي
قصب السكر البنغالي (الاسم العلمي:Saccharum bengalense) هو نوع من النباتات يتبع جنس قصب السكر من الفصيلة النجيلية.